# Grote Prijs Raf Jonckheere 1956
De 6e editie van de Belgische wielerwedstrijd Grote Prijs Raf Jonckheere werd verreden op 23 juli 1956. De start en finish vonden plaats in Westrozebeke. De winnaar was Roger Devoldere, gevolgd door Roger Rosselle en René Janssens.

## Uitslag
| Grote Prijs Raf Jonckheere 1956 |                 |              |      |
| Plaats                          | Naam            | Ploeg        | Tijd |
| Winnaar                         | Roger Devoldere | The Dura     |      |
| 2                               | Roger Rosselle  | Groene Leeuw |      |
| 3                               | René Janssens   | Bertin-Huret |      |

1951 · 1952 · 1953 · 1954 · 1955 · 1956 · 1957 · 1958 · 1959 · 1960 · 1961 · 1962 · 1963 · 1964 · 1965 · 1966 · 1967 · 1968 · 1969 · 1970 · 1971 · 1972 · 1973 · 1974 · 1975 · 1976 · 1977 · 1978 · 1979 · 1980 · 1981 · 1982 · 1983 · 1984 · 1985 · 1986 · 1987 · 1988 · 1989 · 1990 · 1991 · 1992 · 1993 · 1994 · 1995 · 1996 · 1997 · 1998 · 1999 · 2000 · 2001 · 2002 · 2003 · 2004 · 2005 · 2006 · 2007 · 2008 · 2009 · 2010 · 2011 · 2012 · 2013 · 2014 · 2015 · 2016 · 2017 · 2018 · 2019 · 2020 · 2021 · 2022